# Hardenack Otto Conrad Zinck
Hardenack Otto Conrad Zinck, född 2 juli 1746 i Husum i Sønderjylland, död 15 februari 1832 i Köpenhamn, var en dansk musiker.
Zinck var elev till sin far, som var domorganist i Slesvig, och till Carl Philipp Emanuel Bach i Hamburg, och fick 1777 anställning som förste flöjtist i det Schwerinska hovkapellet. Till Köpenhamn kom han 1787, blev sångmästare vid Det Kongelige Teater, var 1789–1801 organist vid Vor Frelsers Kirke i Köpenhamn, senare musiklärare vid Blaagaards seminarium.
Zinck arbetade ivrigt för kyrko- och folksångens popularisering, utgav en skattad koralbok, startade sångföreningar och musikaliska sällskap och författade olika avhandlingar och mindre skrifter för musiklivets främjande, däribland Die nördliche Harfe, Ledetråd til Forelæsninger och Nytårsgave for Musikkens og Harmoniens Dyrkere. På teatern uppfördes 1790 hans sångstycke Selim og Mirza (med text av Peter Andreas Heiberg), som dock inte blev någon större framgång. Av hans kompositioner har utkommit olika duetter och sonater för flöjt, sonater och variationer för piano, en symfoni samt tre samlingar sånger.